# Pic del Port Vell
Pic del Port Vell je planina u Pirinejima na granici Španjolske i sjeverozapadne Andore. Najbliži grad je Arinsal, La Massana.

## Vanjske poveznice
|  | Zajednički poslužitelj ima još gradiva o temi Pic del Port Vell |